# Stozher
Stozher (búlgaro: Стожер) es un pueblo de Bulgaria perteneciente al municipio de Dobrichka de la provincia de Dobrich.
Con 1326 habitantes en 2011, es la localidad más poblada del municipio.
El pueblo era originalmente conocido como "Balladzha", que en turco viene a significar "pequeño". En 1898 fue sede de una conferencia agrícola que fue precursora de la fundación al año siguiente de la Unión Nacional Agraria Búlgara. En la Primera Guerra Mundial fue quemado por las tropas rumanas y muchos habitantes del pueblo fueron asesinados. En 1942 adoptó su actual topónimo.
Se ubica unos 10 km al sur de Dobrich, sobre la carretera 29 que lleva a Varna.